# ニコライ・アレクサンドロヴィチ・ノトヴィチ

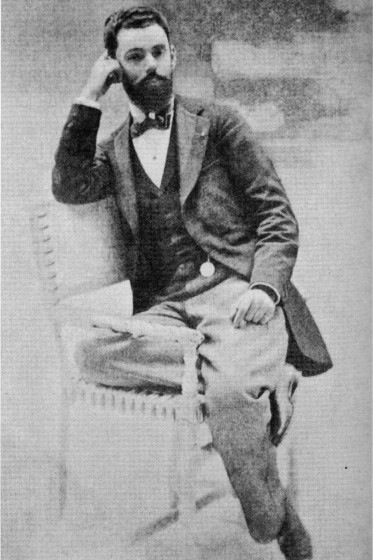
撮影年間不明

ニコライ・アレクサンドロヴィチ・ノトヴィチ（ロシア語：Николай Александрович Нотович、1858年8月13日 - 1934年以降）は、クリミア生まれのユダヤ系のロシア探検家、記者、作家であった。

## ノトヴィチと「イエスの知られざる生涯」
ノトヴィチは「イエスの知られざる生涯」の本を発表したことによって、世に知られるようになった。この本はイエスが13歳の時、親から持ち出された縁談を逃げるため、一人で商人たちと共に遥かなる東方へ行き、14歳の時にインドにたどり着いた。その後イエスはインドのシュリー・ジャガンナート寺院（英語: Jagannath Temple, Puri）で6年間ほど修行し、仏教経文、ヒンズー教経文、ヨガ及びパーリ語を習得した。地元では「イサ」（St.Issa）と呼ばれたイエスは、ずば抜けた洞察力と悟りを以て、伝教を行い、間もなく尊師と敬われるようになった。イエスは伝教中に、常にインドのカースト制度の禁令を破り、身分の低い大衆にも伝教を行ったので、カースト制度を神聖化と見なした僧侶たちからの憎しみも招いた。すると、僧侶たちは彼の伝教活動を妨害したり、更に彼を殺害するまで企てたりすることもあった。その危険から身を守るため、イエスは転々と居場所を変えざるを得なかったが、修行と宣教を続けていた。イエスはインドでおよそ12年ほど滞在し、その後、帰郷の途についた。帰郷の途中にイエスは現在のアフガニスタン、イラン、エジプトなどを旅しながら、現地での宣教活動も行い、29歳の時に故郷のナザレに帰り、福音の伝教を始めたなどと書いたのである。

### 著書の経緯
1887年10月、ノトヴィチは同時のイギリス領になっていたインドへ旅たち、現地に着いてから、地元の仏教徒たちと交わっていた間、チベットに関する話を教えられて、好奇心に駆られた彼は、チベット地方へ行くことにした。ノトヴィチはラホール、ラーワルピンディーなどの地から東より西へ、最後にチベット人の住んでいるインド西北部のラダックを訪れ、その後、ラダックからインドを出国し、中国の新疆経由で最後にロシアに帰るという日程を組んだのである。ノトヴィチはラダック首府のレーに到着後、その近くにあるヘミス寺院（英語: Hemis Monastery）を訪れた。寺院でラマからイエスが昔にインドに来たことがあり、その上、仏教などを修行したことを教えられて、この話に驚いた。また、寺院のラマからイエスのインド紀行に関するパーリ語によるオリジナル経文はチベットのラサに収蔵されていると教えられた。それで、ノトヴィチは日程を変更し、再びインド内地へ戻り、そこからチベットのラサへ行くことにした。しかし、彼はレーを出てから間もなく、旅路で馬から堕ち、脚が骨折になった。やむを得ず、ノトヴィチはヘミス寺院に戻り、ラマからの介護下で40日間に休養していた。ラサ行きの計画が頓挫したが、ノトヴィチは寺院滞在中に思いがけなくマラからイエスのインド紀行を記した経文のチベット語の訳文を見せられた。訳文は14章に分けられ、合計で224條の経文が書かれたのである。そこで、ノトヴィチはラマとチベット語の通訳からの協力下で、この経文を記した上、自分のインド紀行と共に「イエスの知られざる生涯」の手稿にまとめた。

### 社会反響
ノトヴィチは帰国後、文章を発表する前に、キリスト教会側からの反応を確かめたかったので、まず、手稿をキエフのプラトン・ロジェストヴェンスキー大司教（英語: Platon Rozhdestvensky）を含むロシア正教の各総主教に見せてあげ、主教たちからこの文章を世に出さないようと要望された。その理由はこの手稿が発表されてから、キリスト教会に混乱を来たす一方、ノトヴィチ氏本人にも不利である。一年後、ノトヴィチはローマに来て、手稿をある枢機卿にも見せてあげたが、この枢機卿も同じ意見であり、たとえ本が出版されても、必ずしも人々に真剣に受け止められるとは限らず、却って作者本人も非難される窮境な立場に陥るだろうと言い、また、ノトヴィチがもし金銭に困るなら、高額でこの手稿を買い取るつもりであると意思表明をした。
再三に考慮した挙句、ノトヴィチは教会側からの圧力に抗して、文章発表を決意した。1894年にフランス語版（La vie inconnue de Jésus-Christ）が出版された。一年後、英語版（The Unknown Life of Jesus Christ）も発表。中には寺院で記された経文が英語版までは四種類の言葉による訳出となっていた。それは、チベット語通訳がラマから誦経された経文を口頭で英語に訳し、ノトヴィチがそれをロシア語の手稿に整理し、フランス語版がロシア語の手稿に基づき、英語版がフランス語版に基づいているというプロセスであった。

#### 作者を否定する主流の見方
予想された通り、本は世に問った後、大きな波紋を引き起こし、ノトヴィチが批判の集中砲火に晒され、「イエスの知られざる生涯」はおとぎ話だと思われ、更にノトヴィチ本人がラダックに行ったことがあるかどうかとの疑問さえも盛り上がっていた。主流意見を代表する最も権威的な人物はドイツのインド・オリエント学者のフリードリヒ・マックス・ミュラーであった。彼はノトヴィチが引用したこの重要な経文は「チベット大蔵経」に収められているはずであったが、「チベット大蔵経」にはその文献がなかったと指摘。また、ミュラーは「ノトヴィチは偽りの発信者かそれとも偽りの被害者かのどっちかのことだった。というのはラダックのチベット僧侶たちはきっと好奇心に満ちた旅行者を翻弄することを喜び、ノトヴィチも容易にそれにはまるのだろう」との意見も表明した。1896年にインドにあるアグラ・カレッジ（英語: Agra College）の英語、歴史教授のJ・アーチボルド・ダグラス（英語: J. Archibald Douglas）が自ら寺院を訪問し、調査に乗り出した。寺院のラマによると、寺院には所謂「イサ」に関する経文が所蔵されなかったし、15年間に誰にも経文を翻訳させることをしなかったとのことで、人々は「イエスの知られざる生涯」がノトヴィチ本人に捏造された偽り話であると信じ込んでいた。
「イエスの知られざる生涯」に引き起こされた波紋は数年後に沈静化したが、1926年に本が再出版され、再び騒ぎを引き起こした。これに対し、シカゴ大学の神学教授エドガー・J・グッドスピード（英語: Edgar J. Goodspeed）が1931年に「怪しげな新福音書」（STRANGE NEW GOSPELS）と題する本を発表し、この偽り話を如何に暴かせたかと書き、「イエスの知られざる生涯」の本質はこれで結論付けになったとされている。今日でもこれが依然としてキリスト世界の主流意見だとされている。現代のアメリカのニューソートの新約聖書学者のロバート・M・プライスが2001年5月に発表した「イエスはチベットに」と題する文章の中で「イエスが本当にチベットに行ったことがるのか？古代でもこれは不可能なことではないが、それを裏付ける根拠がなかった。」と明言されている。

#### 作者を支持する見方

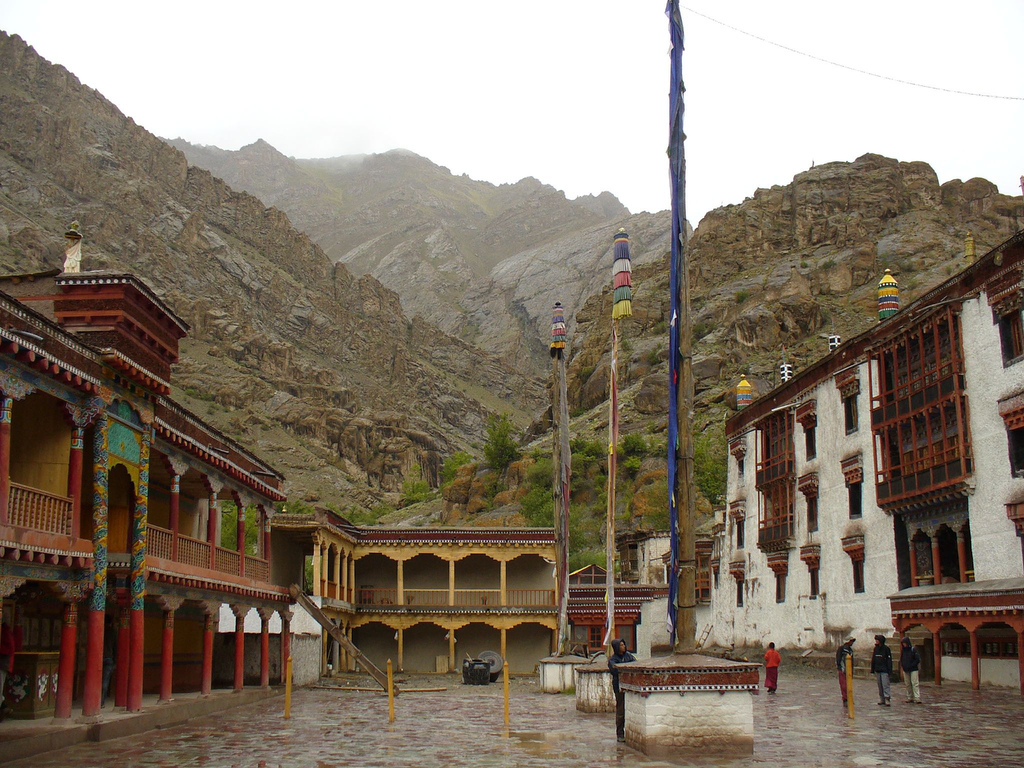
へミス寺院（2006年に撮影）

主流意見に反し、作者を支持する理由はノトヴィチの書いた「イエスの知られざる生涯」の内容が捏造されたものではなかったということである。まずは、ノトヴィチに引用されたチベット語の経文について、3人が立証した。その1人目はインドのヴェーダーンタ学派の学者、19世紀の神秘主義者ラーマクリシュナの直弟子であり、ラマクリシュナ・ヴェーダーンタ・マス（Ramakrishna Vedanta Math）の創設者のスワミ・アベダナンダ（英語: Swami Abhedananda）であった。「イエスの知られざる生涯」が発表された時、彼はアメリカにいた。最初ごろには、彼もこの本に書かれた内容の信憑性に対して懐疑的であった。1921年に彼はインドに帰国後、その真偽を調べるため、1922年にラダックのヘミス寺院を訪れた。寺院でノトヴィチが言ったチベット語の経文もマラから展示されて、その疑惑を打ち消した。また、寺院のラマは最も古いパーリ語の原文はイエス受難後の三年か四年後に完成されたものであり、それがイエス受難を目撃した商人の報告に基づき、編集されたのであるとスワミに告げた。その後、彼は「カシミールとチベットの旅」と題する本（Journey Into Kashmir and Tibet）を出版した。2人目はドイツ系ロシア人の画家ニコライ・リョーリフであった。彼氏も1920年代にヘミス寺院を訪れ、チベット語の経文も見ていたと立証した。3人目は国際ベジタリアン連合理事長（1953-1959）のグロリア・ガスク（Gloria (Maude) Gasque）女史であった。1939年に彼女氏がスイス音楽家と教育家のエリザベス・カスパリ（Elisabeth Caspari）夫妻と共に3人でへミス寺院を訪れ、そのチベット語の経文を見たうえ、写真まで撮った。なぜ、ダグラスほかの三人との調査結果は全く相違であったかについては、恐らくダグラスが硬直した姿勢でラマに問い詰めて、反発を招き、ラマは寧ろノトヴィチのことを否認した。反対にほかの3人が違う対応でやり取りをし、ラマからの協力が得られたという説もある。
そのほか、カシミール国家博物館の元館長、考古学者であったフィダ・ムハンマド・ハスナイン（英語: Fida Muhammad Hassnain）が地元の史料を調べた上で、「イエスの知られざる生涯」に触れられた人物と物事はほぼ真実であると指摘。この説を立証するため、フィダ・ムハンマド・ハスナインが「第五部の福音書」（The Fifth Gospel）、「歴史上のイエスを探す」（A Search for the Historical Jesus）などの本も出版した。
また、ノトヴィチ本人がラダックに行ったことがあるかどうかという疑惑についても、曽てインドでイギリス軍に服役していたフランシス・ヤングハズバンドがゾジ・ラ峠（英語: Zoji La）で、ノトヴィチと出くわしたことがあり、当時はノトヴィチがレー行きの方向に、ヤングハズバンドが反対側のシュリーナガル行きの方向に、偶然に会った二人は互いに挨拶と共に短い会話を交わしたことがあると証言した。
作者を支持する観点としては、「新約聖書」にはイエスの誕生と12歳の時にエルサレム聖殿でラビたちと討議を交わったという僅かな叙述以外に、幼年から青年までのイエス成長に関する内容が殆ど書かれていないので、「イエスの知られざる生涯」が寧ろこの空白を埋めているとされており、また、ユダヤ教と異なり、博愛が唱えられているキリスト教義には多少とも仏教要素が入っていることも考えられるのである。

## イエスの受難について
「イエスの知られざる生涯」はイエスの処刑令を下したのはローマ帝国総督のピラトがファリサイ人からのプレシャーに屈したというより自らの決定であったと書いてあり、これが「新約聖書」と異なるのである。
「新約聖書」はイエスが十字架による処刑で命を絶ったと書いてあるが、これが否定される説もあった。それはイエスの復活伝説に関して、実はイエスが十字架で命を絶たれず、まだ存命中に救われたとの見方である。カシミール国家博物館の元館長のハスナインも、「インドに生涯を送ったイエス」(Jesus lived in India)の作者である現代ドイル文学者のホルガー・ケルステン（英語: Holger Kersten）もそれぞれの著書でそれを明言している。死を逃れたイエスは、現地での伝教はもはや不可能になり、彼の弟子たちがイスラエルで伝教を続けていたが、イエス自分は母のマリアと共にローマ帝国を遠く離れたインドへ赴き、ユズ・アサフ（英語: Yuz Asaf）（即ち：イサ）に名乗り、カシミールで伝教を続けていた。ユズ・アサフはカシミール語で「治癒者」、「羊飼い」の意味合いである。イエスは死後にカシミールで埋葬されたという。カシミールをイエスの最終定住地として選ばれたのも「イスラエルの失われた10支族」の一部がそこに定住したとされている。